# Атанас Краев
Атанас П. Краев е български политик. Кмет на Шумен в периода от 17 август 1899 до 9 август 1899 г.

## Биография
Роден е в град Шумен. Между 1887 и 1902 година е сред редакторите на шуменския вестник "Народно съзнание". Членува в Прогресивнолибералната партия. Адвокат, народен представител от Преслав, антистамболовист, арестуван по политичеки причини. Съпругата му Пенка и други граждани пишат телеграми с молба за неговото освобождаване. От 1894 до 1895 и от 1899 до 1900 е редактор на вестник „Защита“. Депутат в IX обикновено народно събрание. Подпредседател е на X и XI ОНС. През 1906 година става член на Вътрешния съвет на Демократическата партия. От 1922 е редактор на софийския вестник „Обзор“, опозиционен на земеделското правителство.